# Вюренлинген
Вюренлинген (нем. Würenlingen) — коммуна в Швейцарии, в кантоне Аргау. 

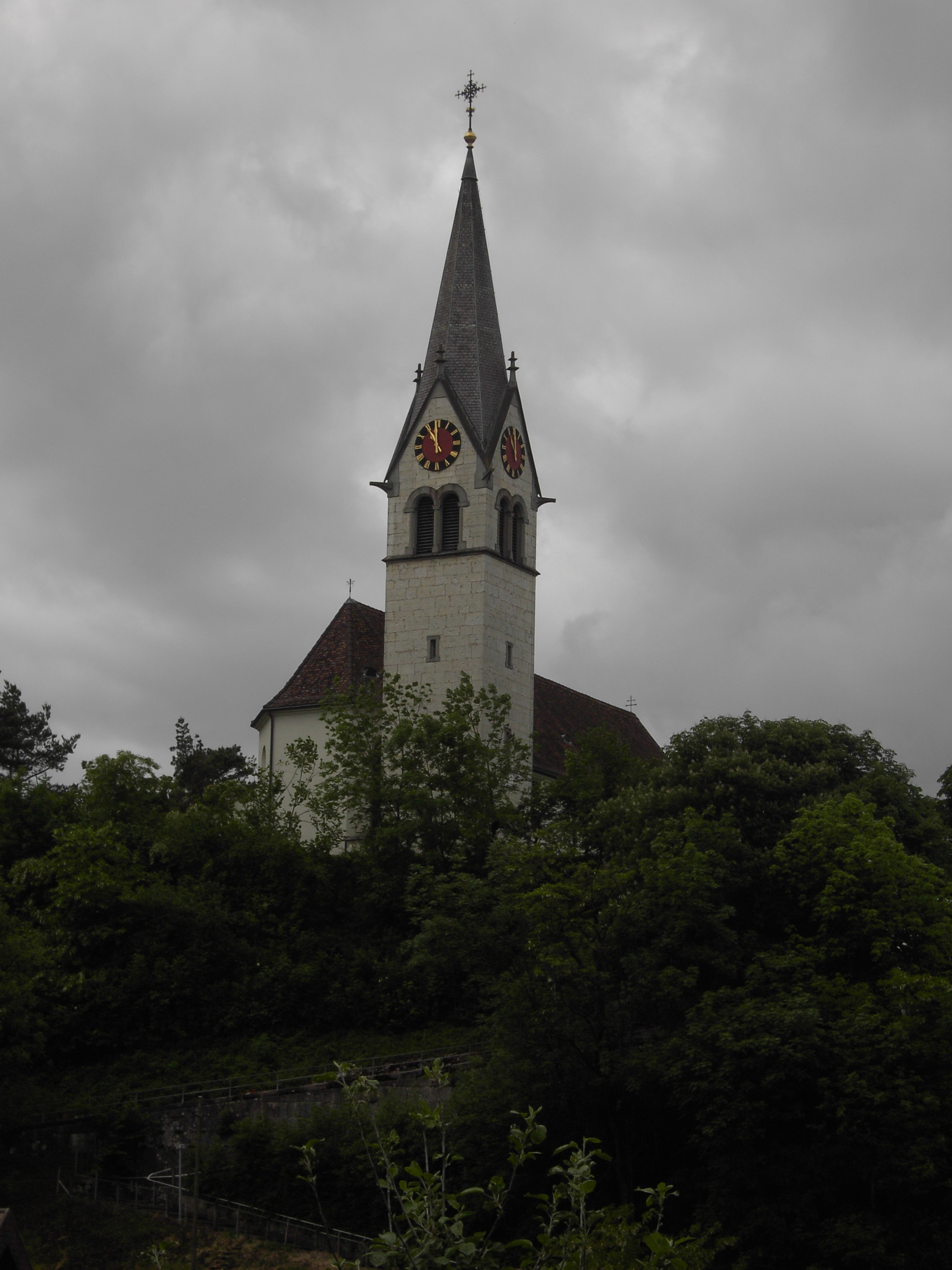
Rom.-cath. Church

Входит в состав округа Баден-Аргау.  Население составляет 3838 человек (на 31 декабря 2007 года). Официальный код  —  4047.